# Liste der Wappen in Mannheim
Diese Liste beinhaltet alle in der Wikipedia gelisteten Wappen des Stadtkreises Mannheim in Baden-Württemberg, inklusive historischer Wappen. Fast alle Städte, Gemeinden und Kreise in Baden-Württemberg führen ein Wappen. Sie sind über die Navigationsleiste am Ende der Seite erreichbar.

## Wappen des Stadtkreises Mannheim

### Wappen der Stadt Mannheim

Mannheim[1]
Die Stadt Mannheim in Baden-Württemberg

### Ehemalige Wappen der Stadt Mannheim

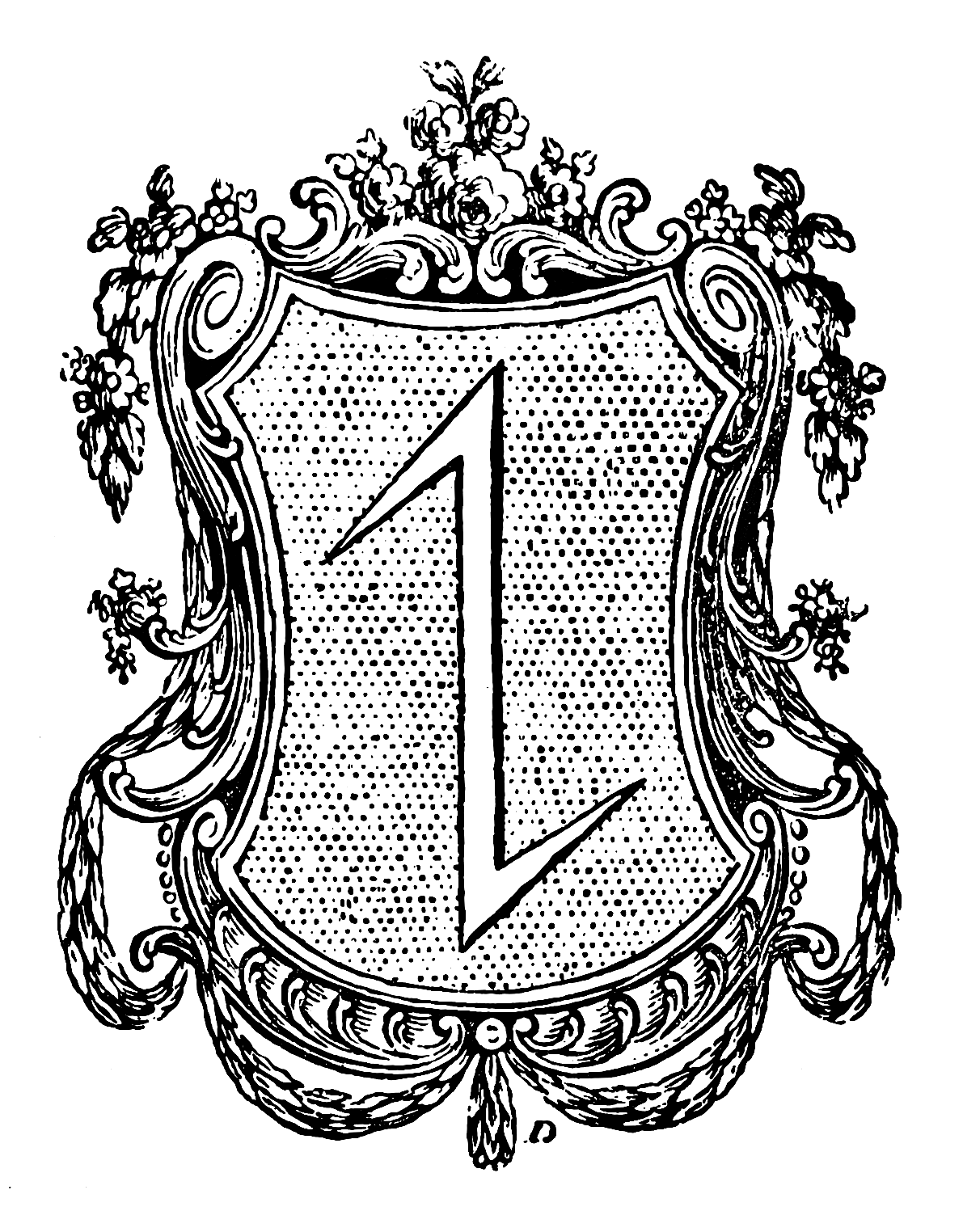
Mannheim 1785
Mannheim bis 1802[2]
Mannheim vor 1896[3]
Hauptstadt Mannheim 1896-1945[4]

### Stadtteilwappen ehemaliger Gemeinden in Mannheim

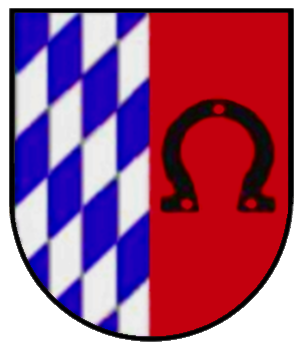
Feudenheim
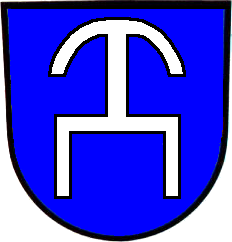
Käfertal
Lindenhof
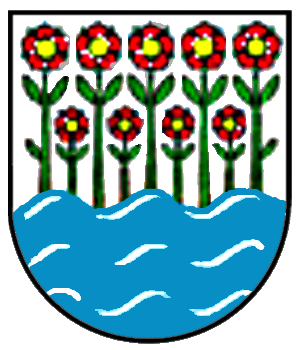
Neckarau
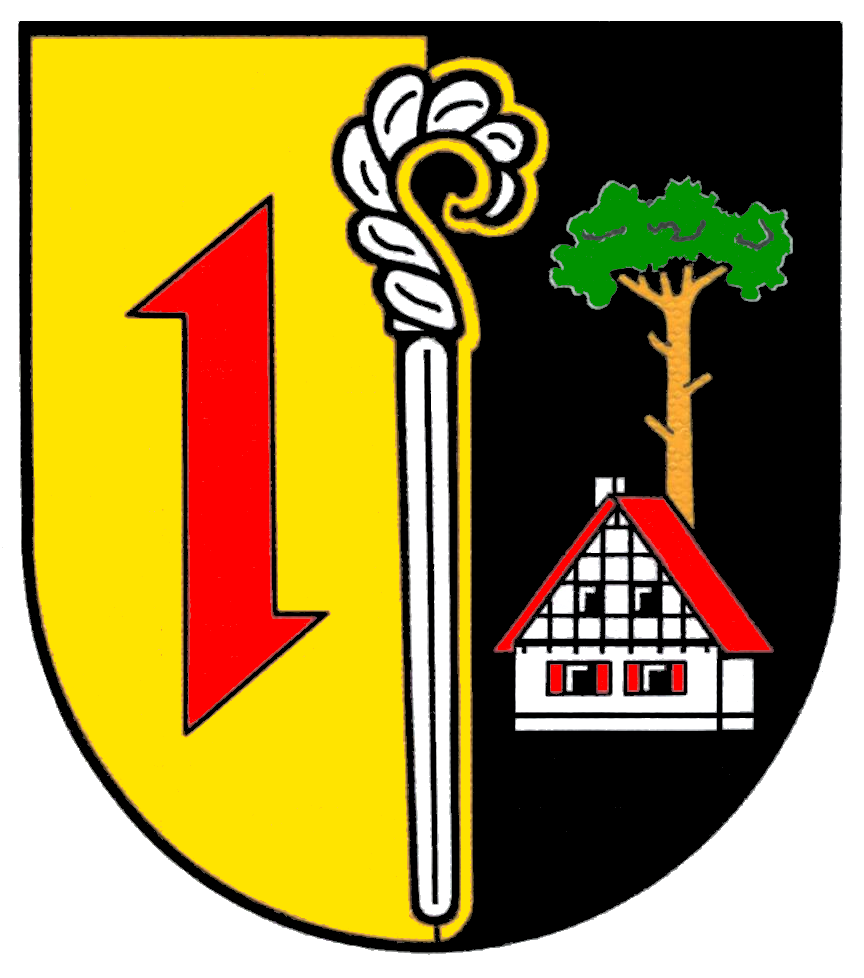
Schönau
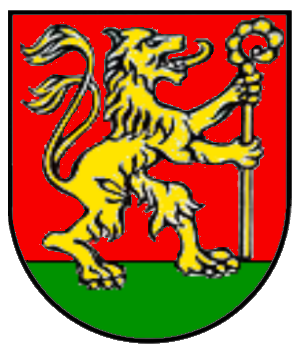
Sandhofen
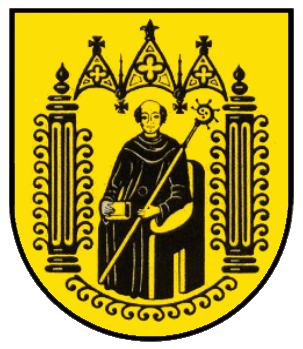
Seckenheim

## Lithographiestein des Mannheimer Wappens

Lithographiestein mit dem Wappen von Mannheim (spiegelverkehrt)

Auch das Mannheimer Wappen wurde früher im Steindruckverfahren gedruckt. Hier ein Beispiel für einen Lithografiestein aus dem 19. Jh., auf welchem das Wappen der Stadt in seinen einzelnen Bestandteilen zu sehen ist.

## Blasonierungen
1. ↑  Mannheim: In gespaltenem Schild vorn in Gold ein aufrechter roter Doppelhaken (Wolfsangel), hinten in Schwarz ein rot bewehrter, rot bezungter und rot gekrönter doppelschwänziger goldener Löwe.
2. ↑  Mannheim bis 1802: In schrägrechtsgeteiltem Schild oben in Schwarz ein rot bewehrter, rot bezungter und rot gekrönter doppelschwänziger goldener Löwe, unten  von Blau und Silber gerautet.
3. ↑  Mannheim vor 1896: Ein aufrechter roter Doppelhaken (Wolfsangel).
4. ↑  Hauptstadt Mannheim 1896-1945: In gespaltenem Schild vorn in Gold ein aufrechter roter Doppelhaken (Wolfsangel), hinten in Schwarz ein rot bewehrter, rot bezungter und rot gekrönter doppelschwänziger goldener Löwe. Als Schildhalter ein silberner Greif wie solcher einen Bestandteil des landesherrlichen Wappens bildet.